# Monique Williams
Monique Williams, född 1992, är en australisk skådespelare, mest känd för rollen som Jess i TV-serien Pyjamasklubben.